# ピエール・ブリソー
ピエール・ブリソー（Pierre Brissaud、1885年12月23日 – 1964年10月17日）はフランスのイラストレーター、画家、版画家である。

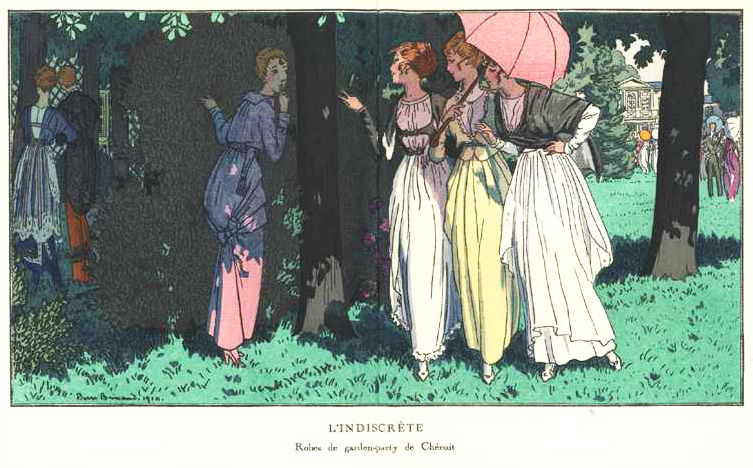
1914年『ガゼット・デュ・ボントン』の挿絵

## 略歴
パリ6区で生まれた。父親は有名な医師、医学者のエドゥアール・ブリソー(Édouard Brissaud)で、母方の叔父のルイ＝モーリス・ブーテ＝ド＝モンヴェル(Louis-Maurice Boutet de Monvel)とその息子、ベルナール・ブーテ＝ド＝モンヴェルは有名な挿絵画家、イラストレータである。兄のジャック・ブリソー(Jacques Brissaud: 1880-1960)も画家になり、ピエールも家族の支援を受けて、パリのエコール・デ・ボザールでフェルナン・コルモンに絵画を学んだ。
1907年からアンデパンダン展やサロン・ドートンヌに出展を始めた。1912年に創刊されたパリのファッション雑誌の『ガゼット・デュ・ボントン(Gazette du bon ton)』にファッション・イラストレーターとして加わり、ルイーズ・シェリュイーやジャンヌ・ランバン、ジャック・ドゥーセといったファッション・デザイナーのデザインしたファッションをイラストに描いた。
ロシアの高級軍人で画家のDimitri Oznobichineを中心とする芸術家のサークル(Cercle des Mortigny)のメンバーであった。イラストレータで雑誌編集者のエドゥアール・シモ(Édouard Chimot)に才能を認められ、1920年代に出版会社「Maison Devambez」に招かれ、バルザックやアナトール・フランスの書籍の挿絵も描いた。1925年以降も人気のある雑誌の表紙絵を描いた。

## 作品

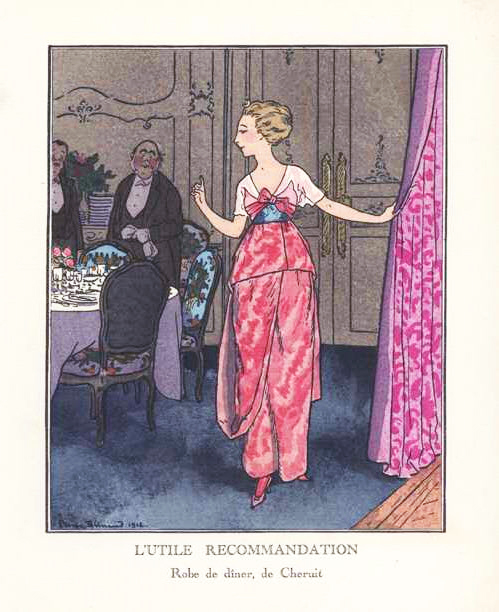
シェリュイーのデザインしたドレス
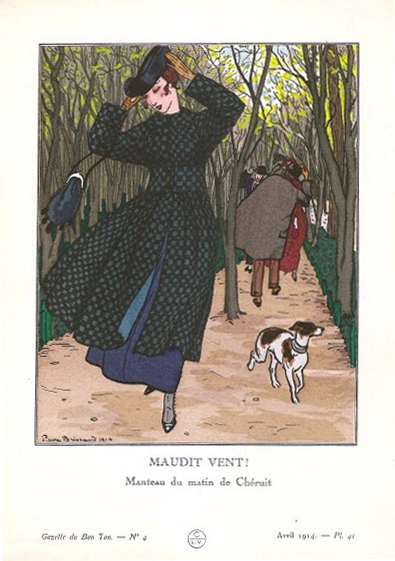
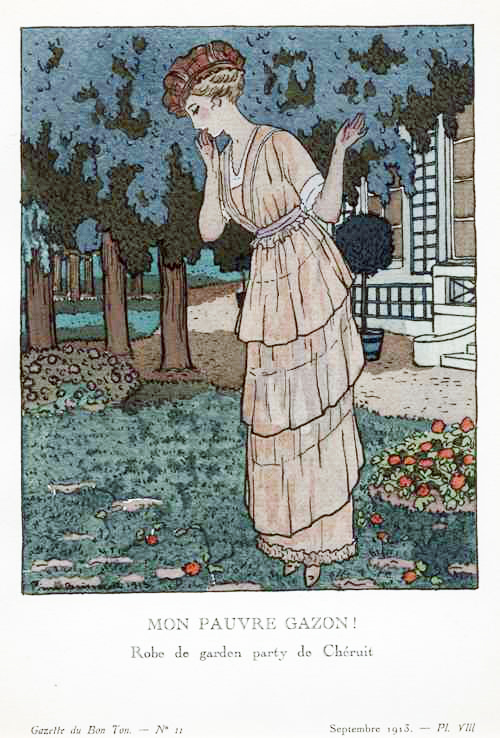
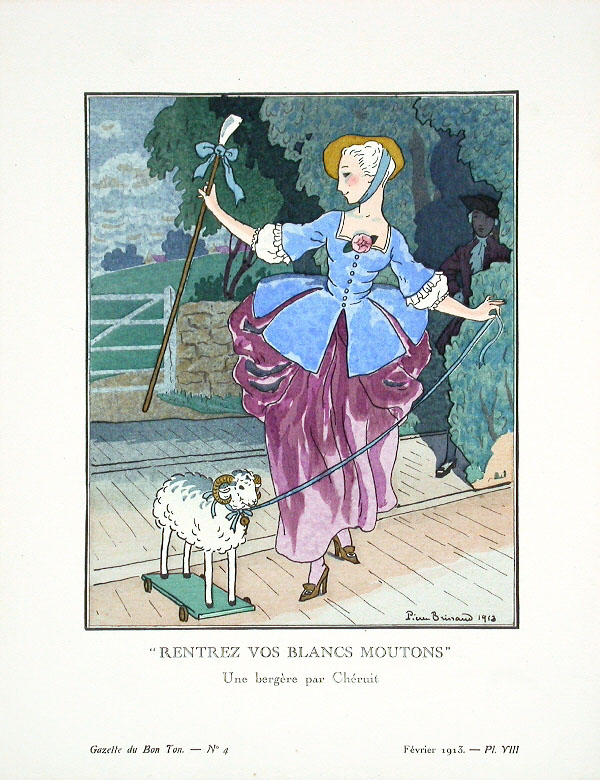
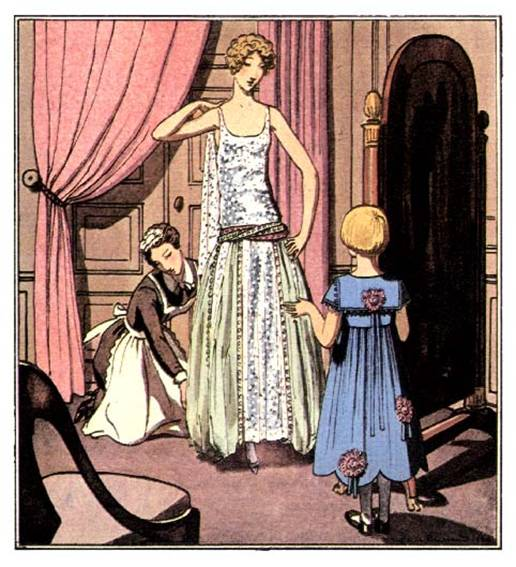
雑誌挿絵